# ون بيس: مغامرة في جزيرة الساعة
مغامرة في جزيرة الساعة، (باليابانية: ねじまき島の冒険، بالروماجي: Nejimaki-jima no Bōken)، (بالإنجليزية: Clockwork Island Adventure)‏هو الفلم الثاني لانمي ون بيس، عرض في 03 مارس 2001 في اليابان.

## القصة
طاقم قبعة القش على شاطئٍ من الشواطئ يستَريحونَ ويمرحون وفجأة تسرق سفينهم قوينق ميري من قبل لصوص، ذهبوا لاعادتها فقبلوا اخوة اللصوص، الذين يخططون لسرقة ساعة الماس من جزيرة الساعة ليصبحو اعظم لصوص في العالم، ثم تواجه قراصنة قبعة القش وقراصنة البطاقات ويتم اختطفت نامي.
ذهب الطاقم إلى جزيرة الساعة لتحدي قراصنة البطاقات وتدور معركة كبيرو في برج الساعة.

## فريق العمل
| الشخصية       | المؤدي الياباني |
| ------------- | --------------- |
| مونكي دي لوفي | مايومي تاناكا   |
| رورونوا زورو  | كازويا ناكاي    |
| نامي          | أكمي أوكامرا    |
| أوسوب         | كابيه ياماغتشي  |
| سانجي         | هيرواكي هيراتا  |
| بوردو         | كينيو هوريوتشي  |
| أكايسو        | أكيكو ياجيما    |
| أب أكايسو     | دايسكي غوري     |
| أم أكايسو     | سومي شيماموتو   |
| داني          | تتسو إينادا     |

## روابط خارجية
- ون بيس: مغامرة في جزيرة الساعة على موقع IMDb (الإنجليزية)
- ون بيس: مغامرة في جزيرة الساعة على موقع ألو سيني (الفرنسية)
- ون بيس: مغامرة في جزيرة الساعة على موقع فيلمافينيتي (الإسبانية)
- ون بيس: مغامرة في جزيرة الساعة على موقع قاعدة بيانات الفيلم (الإنجليزية)
- ون بيس: مغامرة في جزيرة الساعة على موقع ليتربوكسد (الإنجليزية)
- ون بيس: مغامرة في جزيرة الساعة على موقع كينوبويسك (الروسية)
- ون بيس: مغامرة في جزيرة الساعة على موقع ANN anime (الإنجليزية)